# Zagrađe, Bar
Zagrađe este un sat din comuna Bar, Muntenegru. Conform datelor de la recensământul din 2003, localitatea are 192 de locuitori (la recensământul din 1991 erau 114 locuitori).

## Demografie
În satul Zagrađe locuiesc 155 de persoane adulte, iar vârsta medie a populației este de 42,4 de ani (41,7 la bărbați și 43,1 la femei). În localitate sunt 76 de gospodării, iar numărul mediu de membri în gospodărie este de 2,53.
Populația localității este foarte eterogenă.
|  |

| Demografie | Demografie | Demografie |
| An         | Locuitori  | Locuitori  |
| ---------- | ---------- | ---------- |
|            |            |            |
|            |            |            |
|            |            |            |
|            |            |            |
| 1948       | 58         |            |
| 1953       | 44         |            |
| 1961       | 43         |            |
| 1971       | 38         |            |
| 1981       | 23         |            |
| 1991       | 114        | 105        |
| 2003       | 199        | 192        |

| \| Componența etnică conform recensământului din 2003[2] \| Componența etnică conform recensământului din 2003[2] \| Componența etnică conform recensământului din 2003[2] \| Componența etnică conform recensământului din 2003[2] \| Componența etnică conform recensământului din 2003[2] \| \| ----------------------------------------------------- \| ----------------------------------------------------- \| ----------------------------------------------------- \| ----------------------------------------------------- \| ----------------------------------------------------- \| \| \| \| \| \| \| \| Muntenegreni \| Muntenegreni \| \| 90 \| 46,87% \| \| Sârbi \| Sârbi \| \| 81 \| 42,18% \| \| Musulmani \| Musulmani \| \| 4 \| 2,08% \| \| Romi \| Romi \| \| 3 \| 1,56% \| \| Maghiari \| Maghiari \| \| 2 \| 1,04% \| \| Macedoneni \| Macedoneni \| \| 1 \| 0,52% \| \| necunoscută \| necunoscută \| \| 0 \| 0% \| |              |  |    |        |
| Componența etnică conform recensământului din 2003 |              |  |    |        |
| |              |  |    |        |
| Muntenegreni | Muntenegreni |  | 90 | 46,87% |
| Sârbi | Sârbi        |  | 81 | 42,18% |
| Musulmani | Musulmani    |  | 4  | 2,08%  |
| Romi | Romi         |  | 3  | 1,56%  |
| Maghiari | Maghiari     |  | 2  | 1,04%  |
| Macedoneni | Macedoneni   |  | 1  | 0,52%  |
| necunoscută | necunoscută  |  | 0  | 0%     |